# Jing Lusi
Jing Lusi (Shanghai, 16 mei 1985) is een in China geboren Britse actrice.

## Biografie
Lusi werd geboren in Shanghai en emigreerde op vijfjarige leeftijd met haar ouders naar het Verenigd Koninkrijk. Zij studeerde aan de Peter Symonds College in Winchester, en rechtsgeleerdheid aan de University College London in Londen. Zij spreekt vloeiend Mandarijn en Engels.
Lusi begon in 2008 met acteren in de korte film Christie, waarna zij nog meerdere rollen speelde in films en televisieseries.

## Filmografie

### Films
Uitgezonderd korte films.
- 2021 SAS: Red Notice - als Zada
- 2018 Crazy Rich Asians - als Amanda Ling
- 2015 Survivor - als Joyce Su
- 2014 Before I Go to Sleep - als verpleegster Kate
- 2013 Solito - als Miong
- 2012 Tezz - als verslaggeefster
- 2011 The Missing Day - als Le
- 2011 Jack Falls - als Carly
- 2011 The Malay Chronicles: Bloodlines - als prinses Meng Li Hua
- 2009 Breathe - als Lauren

### Televisieseries
Uitgezonderd eenmalige gastrollen.
- 2022 Jade Armor - als Black Tiger (Engelse stem) - 9 afl.
- 2022 Pennyworth - als Zahra Khin - 3 afl.
- 2022 Man vs. Bee - als Nina - 4 afl.
- 2020 Gangs of London - als DI Vicky Chung - 8 afl.
- 2019 The Feed - als Miyu Hatfield - 10 afl.
- 2019 Pure - als Sef - 3 afl.
- 2016-2018 Bob the Builder - als Mei Moon (stem) - 6 afl.
- 2017-2018 Zapped - als Scrape - 5 afl.
- 2016-2017 Stan Lee's Lucky Man - als Lily-Anne Lau - 10 afl.
- 2016 Scott & Bailey - als rechercheur Anna Ram - 3 afl.
- 2016 Stan Lee's Lucky Man - als Lily-Anne Lau - 9 afl.
- 2012-2013 Holby City - als Tara Lo - 36 afl.

- Bibliothèque nationale de France: cb16587746f (data)
- International Standard Name Identifier: 0000 0003 6969 9297
- Library of Congress Control Number: no2019127999
- Virtual International Authority File: 244016874
- WorldCat: E39PBJmtyqvRx38V8vjB9xyrv3